# 와다 가나코
와다 가나코(일본어: 和田 加奈子 1961년 10월 28일 ~ )는 일본의 가수 겸 작사가이다. 본명은 마키 가나코(眞木 加奈子)이며, 옛 성은 와다(和田)이다. 도쿄 예술대학 미술학부 조각과를 졸업했으며, 도시바 EMI 주최 콘테스트를 계기로 가수로 데뷔한다. 본 콘테스트에서는 그랑프리를 수상했다.
1985년 싱글《패싱 스루》로 데뷔했으며, 1987년 방영된 애니메이션《오렌지 로드》에서 그녀의 곡〈여름의 미라쥬〉,〈슬픈 심장은 불타고 있다〉,〈저 하늘을 안고서〉등이 사용되어 인기를 구가했다. 일반인과의 결혼을 계기로 1991년 이후 가수활동을 중단하고, 연예계에서 은퇴한다. 현재 남편은 배우 겸 가수인 마이크 마키로 재혼해 살고 있으며, 재혼시에 자신의 아이를 데려와 혼인했다. 2002년 41세의 나이로 여자아이를 출산한다.
2006년 6월 21일 앨범《골든☆베스트》를 발매했다.